# Energoprojekt holding Beograd
Energoprojekt holding Beograd (code BELEX : ENHL) est une holding serbe qui a son siège à Belgrade. Globalement, elle travaille dans le secteur de la construction. Elle entre dans la composition du BELEX15 et du BELEXline, les deux indices principaux de la Bourse de Belgrade,.

## Histoire
Energoprojekt holding Beograd a été créée en 1951. Conçue au départ comme une société de conseil, elle a progressivement diversifié ses activités ; elle dispose aujourd'hui de nombreuses filiales et coentreprises, en Serbie et à l'étranger.
Energoprojekt holding Beograd a été admise au marché réglementé de la Bourse de Belgrade le 18 juillet 2007.

## Activités
Energoprojekt holding Beograd est une entreprise qui, en Serbie comme à l'étranger, développe des activités dans les domaines de l'énergie, de l'industrie, de l'architecture, des infrastructures, de l'environnement et des technologies de l'information ; elle opère à travers ses filiales Energoprojekt Hidroinženjering (centrales hydroélectriques, systèmes d'alimentation en eau et d'irrigation), Energoprojekt Urbanizam i arhitektura (construction de bâtiments), Energoprojekt Entel (centrales thermiques, transmission et distribution de l'électricité), Energoprojekt Industrija (installations industrielles et usines), Energoprojekt Visokogradnja (construction, génie civil, installations industrielles et énergétiques), Energoprojekt Niskogradnja (infrastructures diverses), Energoprojekt Oprema (constructions dans les domaines de l'énergie, de la gestion de l'eau et de l'industrie), Energoprojekt Energodata (technologies de l'information) et Energoprojekt Garant (assurances).
Energoprojekt holding Beograd est représentée en Amérique du Sud, par les sociétés Energoprojekt Hidroinženjering, Enhisa S.A. et Energoprojekt Niskogradnja S.A. (au Pérou) ; en Afrique, elle est présente, directement ou à travers des filiales, en Algérie, en Guinée, au Ghana, au Nigeria, en Ouganda, en Zambie et au Zimbabwe. Au Moyen-Orient, on la trouve en Jordanie, en Irak, à Bahreïn, au Qatar, à Abou Dabi, à Dubaï et dans le Sultanat d'Oman ; en Asie et en Asie centrale au Sri Lanka et au Kazakhstan. Energoprojekt travaille aussi en Europe, au Royaume-Uni, en Allemagne, en Serbie, au Monténégro, à Chypre et en Russie.

## Réalisations
Parmi les projets réalisés par Energoprojekt holding Beograd figurent la centrale de Đerdap I, près de Kladovo, ainsi que le barrage et la centrale électrique de Bajina Bašta. La société a également construit des centrales thermiques ; en Serbie, on peut citer celles d'Obrenovac ou d'Obilić (Kosovo) ; hors de Serbie, l'entreprise a, par exemple, réalisé deux centrales au Qatar. À Belgrade, dans le domaine de l'architecture, on lui doit la salle omnisports de l'Arena, l'Hôtel Hyatt Regency ou encore le Yu Business center.
Centrales hydroélectriques en Serbie

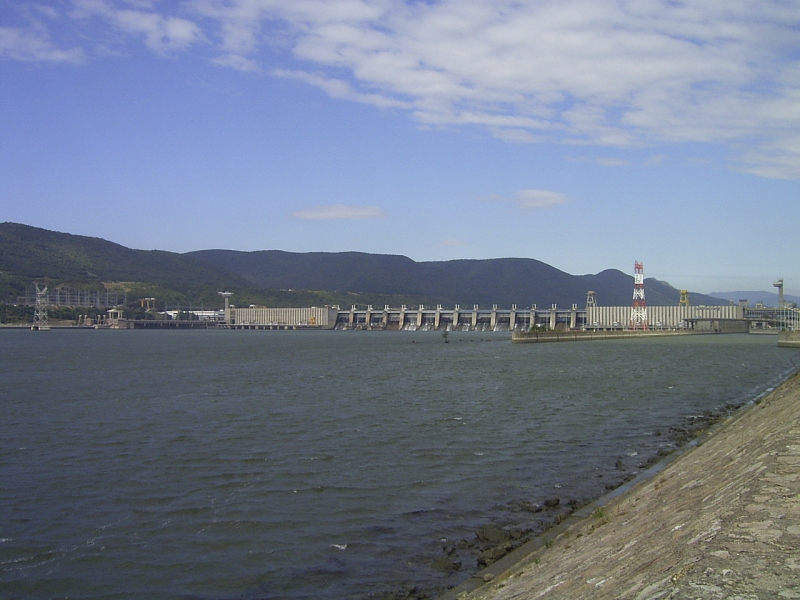
La centrale hydroélectrique de Đerdap I
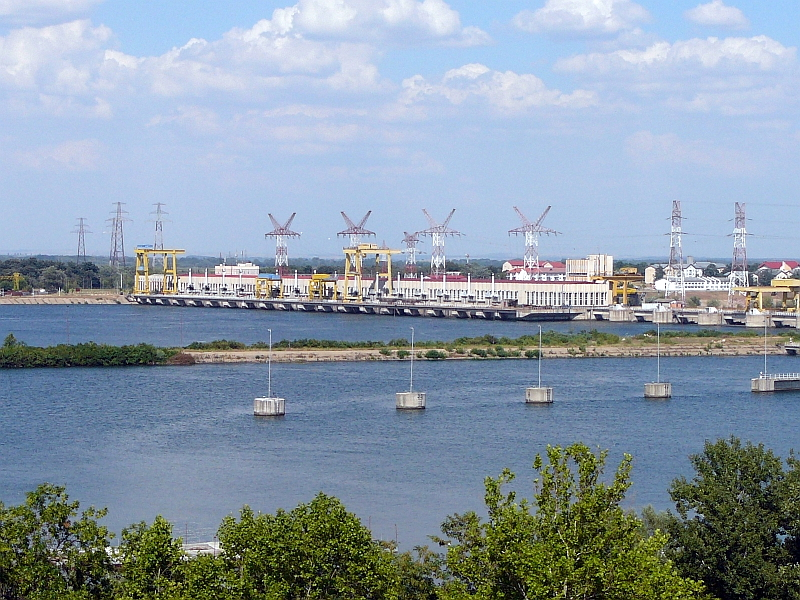
La centrale hydroélectrique de Đerdap II
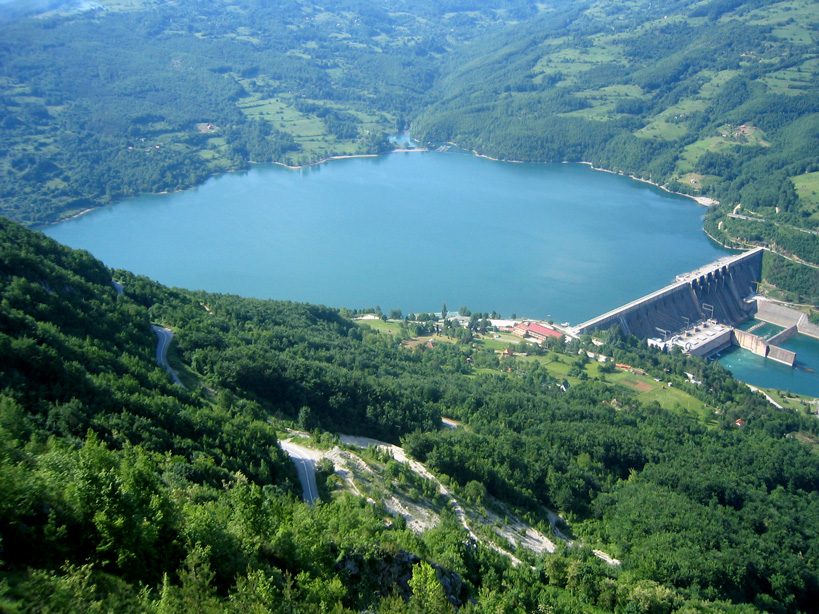
La centrale hydroélectrique de Bajina Bašta

Bâtiments en Serbie

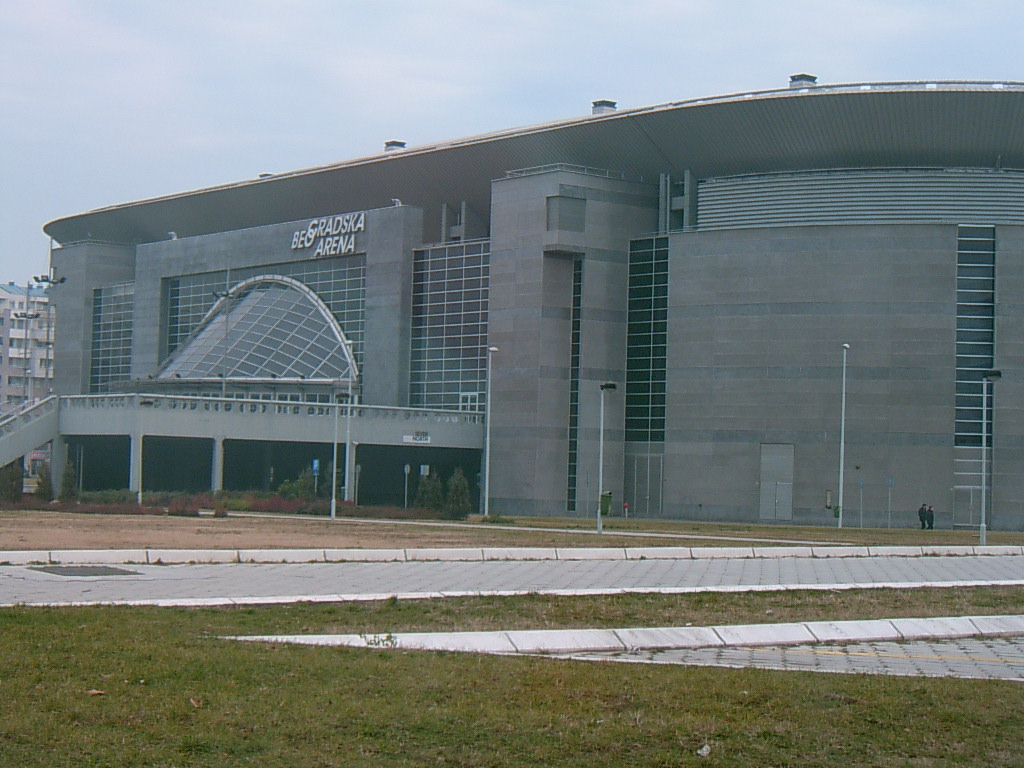
La Belgrade Arena
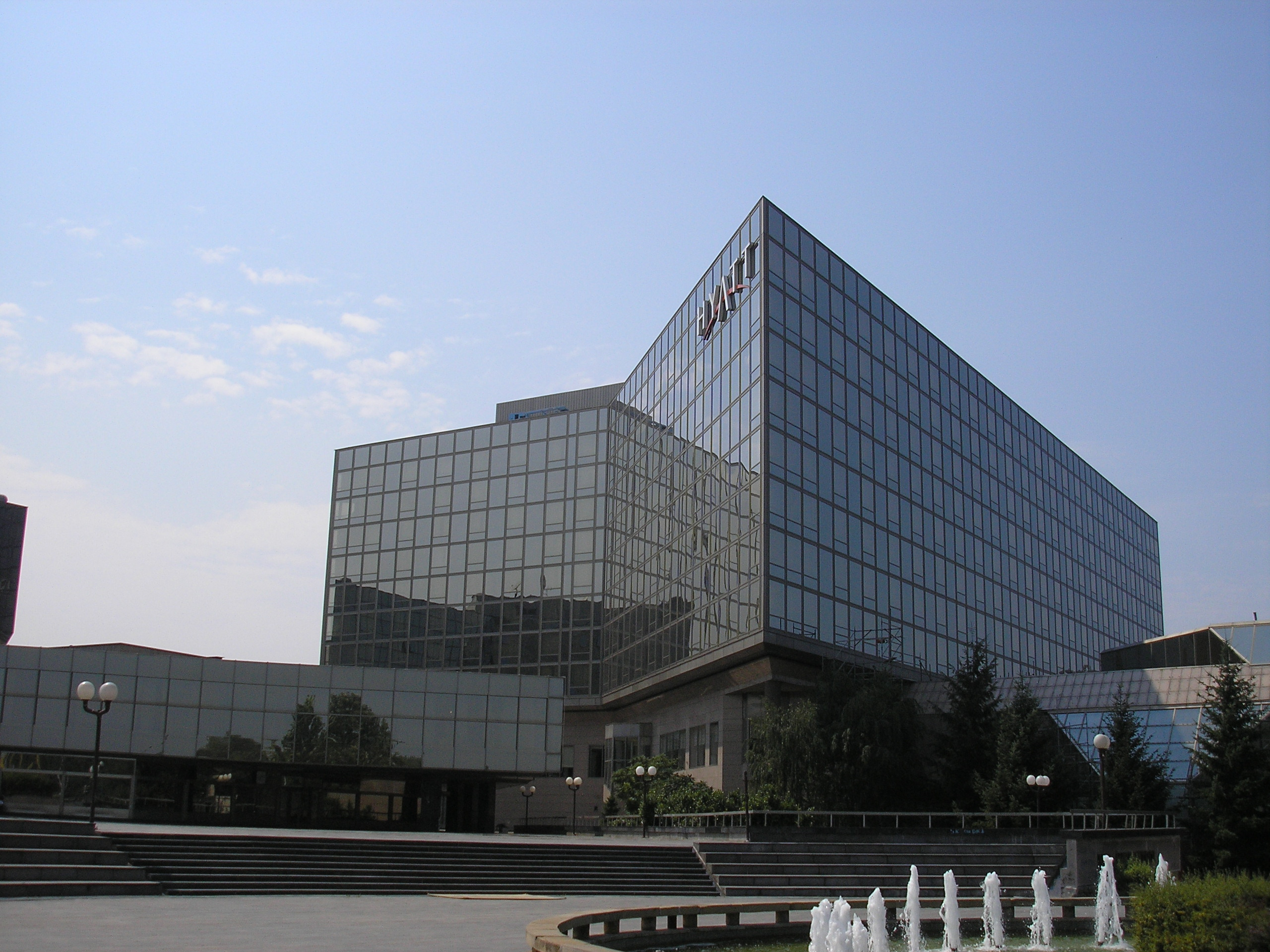
Le Hyatt Regency de Belgrade
Le bâtiment de la Naftna industrija Srbije à Novi Sad

Infrastructures en Serbie

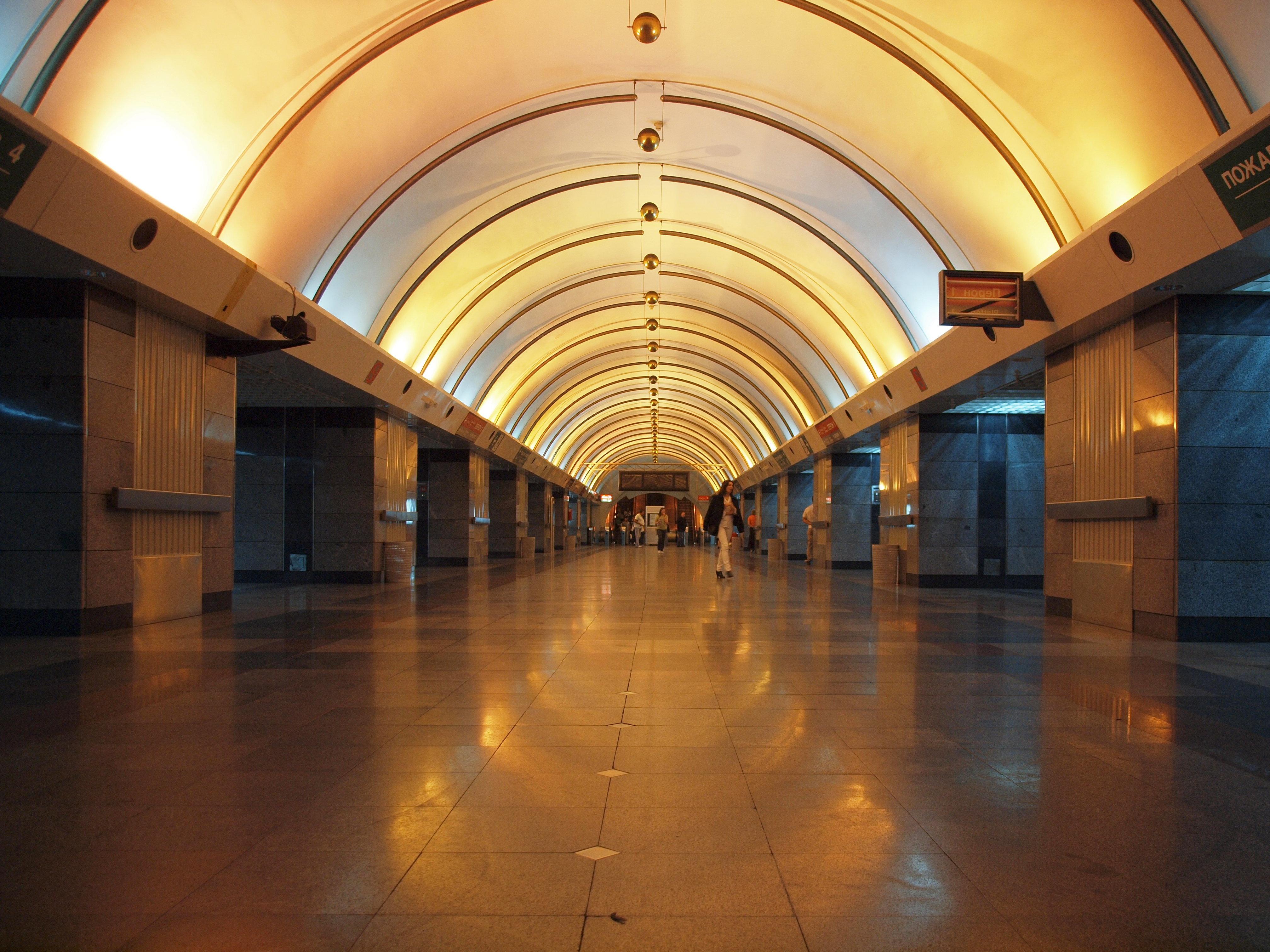
La station de Vukov spomenik sur le réseau Beovoz à Belgrade

## Données boursières
Le 6 juin 2014, l'action de Energoprojekt holding Beograd valait 811 RSD (7,05 EUR). Elle a connu son cours le plus élevé, soit 3 400 RSD (29,58 EUR), le 17 avril 2007 et son cours le plus bas, soit 151 RSD (1,31 EUR), le 13 août 2003.
Le capital de Energoprojekt holding Beograd est détenu à hauteur de 33,58 % par l'État serbe, à hauteur de 19,58 % par Napred Razvoj Beograd et à hauteur de 31,04 % par des personnes physiques.